# ایهور بندودسکی
ایهور بندودسکی (انگلیسی: Ihor Bendovskyi؛ زادهٔ ۶ اکتبر ۱۹۸۱) بازیکن فوتبال اهل اوکراین است.
از باشگاه‌هایی که در آن بازی کرده‌است می‌توان به باشگاه فوتبال روت‌وایس اسن، باشگاه فوتبال دینامو درسدن، باشگاه فوتبال اس‌سی فورتونا کلن، و باشگاه فوتبال اوردینگن ۰۵ اشاره کرد.
وی همچنین در تیم‌های ملی فوتبال Ukraine national under-16 football team و Ukraine national under-19 football team بازی کرده‌است.